# Giuseppe Avarna di Gualtieri

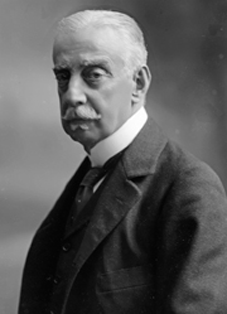
Giuseppe Avarna

Giuseppe Avarna di Gualtieri, född 17 mars 1843 i Palermo, död 31 mars 1916 i Rom, var en italiensk hertig och diplomat.
Avarna di Gualteri arbetade som ambassadör i Wien 1904–15 till det sista för upprätthållande av trippelalliansen. År 1909 blev han senator.